# Turdus
Turdus es un género de aves paseriformes perteneciente a la familia Turdidae. Sus miembros suelen denominarse con el nombre común de zorzal o tordo, aunque a toda especie en la cual el plumaje del macho adulto sea negro suele denominarse mirlo. Además el nombre de tordo o zorzal también se aplica a otros miembros de la familia Turdidae y aves de aspecto similar. Representantes típicos del género son el zorzal común (Turdus philomelos), mirlo común (Turdus merula), el zorzal real (Turdus pilaris), el mirlo capiblanco (Turdus torquatus) y el yigüirro (Turdus grayi). 

## Descripción
Los mirlos y zorzales (Turdus spp.) son aves de bosque de color negro, pardo dorado, rojizo o verdoso, que va aclarando hacia el vientre, con manchas o motas oscuras en pecho y flancos. Su musical canto aflautado, repetitivo y gorgojeante les delata. En algunas especies como Turdus merula cada individuo tiene distintas canciones según lo que quiera expresar. Aprenden canciones distintas, imitando los ruidos de sus alrededores o los trinos de otras especies salvajes y domésticas (jilgueros, pardillos, gallinas, periquitos australianos...) y da la impresión que lo hagan solo por el placer de cantar.

## Ecología
En Europa, es común encontrar en un paseo por un bosque, un "yunque de tordo", una piedra rodeada de fragmentos de conchas de caracol, contra la cual los han golpeado, para quitarle la concha y comerlos. Los tremátodos atraen a las aves hacia los caracoles que tienen por hospedadores intermedios, logrando así infectarlos. Los turdidos, especializados en capturar caracoles, son atraídos por destellos luminosos en los tentáculos, (en los "cuernos" de los ojos o en las "orejas" de los caracoles acuáticos) producidos por los parásitos. Es un fenómeno inverso al aposematismo.
Excepto los mirlos, que son territoriales y casi solitarios, forman grupos de pocos individuos, cuando van a emigrar. Con todo, es bastante común ver individuos solos. Algunas poblaciones son parcialmente emigrantes, dando lugar a grandes concentraciones de individuos procedentes de lugares fríos de Eurasia en una zona reducida, lo cual da la impresión engañosa que los ejemplares son abundantes.

## Especies
Actualmente se reconocen las siguientes 87 especies en el género:
| - Turdus abyssinicus — zorzal abisinio, este de África; - Turdus albicollis — zorzal cuelliblanco, Sudamérica y Antillas; - Turdus albocinctus — zorzal acollarado, Himalaya; - Turdus amaurochalinus — zorzal chalchalero, Sudamérica; - Turdus arthuri — zorzal piquinegro guayanés, Sudamérica; - Turdus assimilis — mirlo gorgiblanco, América del Norte y Central; - Turdus atrogularis — zorzal papinegro, norte de Asia; - Turdus aurantius — zorzal gorgiblanco, Antillas; - Turdus bewsheri — zorzal de las Comores, islas Comoras y Mayotte; - Turdus boulboul — mirlo aligrís, Sudeste asiático; - Turdus cardis — zorzal japonés, Asia oriental; - Turdus celaenops — zorzal de las Izu, endémico de Japón; - Turdus chiguanco — mirlo chiguanco, Sudamérica; - Turdus (chiguanco) anthracinus mirlo cuyano, Sur de Sudamérica. - Turdus chrysolaus — zorzal cabecipardo, Asia oriental; - Turdus daguae — zorzal de Dagua, América del Sur y Panamá; - Turdus dissimilis — zorzal pechinegro, sur de Asia; - Turdus eremita — zorzal de Tristán da Cunha, islas Tristán de Acuña; - Turdus eunomus — zorzal eunomo, norte de Ásia; - Turdus falcklandii — zorzal patagón, Sudamérica; - Turdus feae — zorzal de Fea, Asia; - Turdus flavipes — mirlo azulado, Sudamérica; - Turdus fulviventris — zorzal ventricastaño, Sudamérica; - Turdus fumigatus — zorzal cacao, Sudamérica y Antillas; - Turdus fuscater — mirlo grande, Sudamérica; - Turdus grayi — zorzal pardo, América; - Turdus haplochrous — zorzal boliviano, endémico de Bolivia; - Turdus hauxwelli — zorzal de Hauxwell, Sudamérica; - Turdus helleri — zorzal de los Taita, endémico de Kenia; - Turdus hortulorum — zorzal dorsigrís, Asia oriental; - Turdus ignobilis — zorzal piquinegro, Sudamérica; - Turdus iliacus — zorzal alirrojo, Europa y Asia; - Turdus infuscatus — mirlo guatemalteco, México y América Central; - Turdus jamaicensis — zorzal jamaicano, Antillas; - Turdus kessleri — zorzal de Kessler, Asia; - Turdus lawrencii — zorzal imitador, Sudamérica; - Turdus leucomelas — zorzal sabiá, Sudamérica; - Turdus leucops — mirlo ojiblanco, Sudamérica; - Turdus lherminieri — zorzal antillano, Antillas Menores; - Turdus libonyanus — zorzal de Kurrichane, África; - Turdus litsitsirupa — zorzal litsitsirupa, África; - Turdus ludoviciae — zorzal somalí, endémica de Somalia; - Turdus maculirostris — zorzal ecuatoriano, Sudamérica; - Turdus mandarinus — mirlo de China, Asia oriental; | - Turdus maranonicus — zorzal del Marañón, Sudamérica; - Turdus maximus — mirlo del Himalaya, Himalaya; - Turdus menachensis — zorzal yemení, Oriente medio; - Turdus merula — mirlo común, Eurasia, África y Oceanía; - Turdus migratorius — zorzal robín, Norte y Centroamérica; - Turdus mupinensis — zorzal, Asia oriental; - Turdus murinus — zorzal de Pantepui, Sudamérica; - Turdus naumanni — zorzal de Naumann, Norte de Asia; - Turdus nigrescens — mirlo negruzco, Centroamérica; - Turdus nigriceps — zorzal plomizo, Sudamérica; - Turdus nudigenis — zorzal caripelado, Antillas y Sudamérica; - Turdus obscurus — zorzal rojigrís, Asia oriental; - Turdus obsoletus — zorzal ventripálido, Centro y Sudamérica; - Turdus olivaceofuscus — zorzal de Santo Tomé, endémico de Santo Tomé; - Turdus olivaceus — zorzal oliváceo, África; - Turdus olivater — zorzal cabecinegro, Sudamérica; - Turdus pallidus — zorzal pálido, Asia oriental; - Turdus pelios — zorzal africano, África; - Turdus philomelos — zorzal común, Europa, África y Oriente medio; - Turdus pilaris — zorzal real, Europa y Asia; - Turdus plebejus — zorzal plebeyo, México y Centroamérica; - Turdus plumbeus — zorzal patirrojo, Antillas; - Turdus poliocephalus — zorzal insular, Sureste asiático y Oceanía; - Turdus ravidus † — zorzal de Gran Caimán, endémico de Gran Caimán; - Turdus reevei — zorzal dorsiplomizo, Sudamérica; - Turdus roehli — zorzal de Roehl, África central; - Turdus rubrocanus — zorzal castaño, Asia; - Turdus ruficollis — zorzal papirrojo, Asia; - Turdus rufitorques — zorzal cuellirrufo, Centroamérica; - Turdus rufiventris — zorzal colorado, Sudamérica; - Turdus rufopalliatus — zorzal dorsirrufo, endémica de México; - Turdus sanchezorum — zorzal de várzea, Sudamérica; - Turdus serranus — mirlo serrano, Sudamérica; - Turdus simillimus — mirlo indio, subcontinente indio; - Turdus smithi — zorzal de Smith, África austral; - Turdus subalaris — zorzal herrero, Sudamérica; - Turdus swalesi — zorzal de la Española, endémico de La Española; - Turdus tephronotus — zorzal ceniciento, África; - Turdus torquatus — mirlo capiblanco, Europa; - Turdus turdoides — zorzal montano de Célebes - Turdus unicolor — zorzal unicolor, Himalaya; - Turdus viscivorus — zorzal charlo, Europa y Asia; - Turdus xanthorhynchus — zorzal de Príncipe, isla de Príncipe. |